# 五郎站
五郎站（日语：／ Gorō eki */?）是位在日本愛媛縣大洲市、隸屬於四國旅客鐵道（JR四國）的鐵路車站。車站編號為S17，是昔日由予讚線前往內子線的轉車站，隨1986年3月予讚線新線開通，轉車功能改由伊予大洲站擔任，通往內子線的路軌亦被拆去。現時只停靠普通列車。
由於車站名稱令人聯想起歌手野口五郎的名字，基於偶像效應，1970年代曾吸引不少女性歌迷前來造訪車站及購買附有站名的車票。更瘋狂的甚至刻意購入由高砂線的野口站（該路線於1984年被廢除）前往本站的車票，拼成「由『野口』至『五郎』」的幸運車票。

## 車站結構
現時採用簡易車站模式，與上宇和站及部份予土線車站相同，皆在現有月台上撘建兼具候車亭、洗手間及儲物室的多功能建築物。至於原有的第1代車站，為單層木製建築物，原可作為乘客轉乘內子線前的休息處，站舍隨與新谷站的內子線連接路段取消時一併拆走，並在簡易站舍旁邊，面向原站舍方向的部份月台改建了上落用的梯級。
原設有側式月台及島式月台各1個，共提供2面3線的配置，1號月台（靠近站舍的側式月台）為往松山站方向、2號月台（島式月台靠近站舍）為往宇和島站方向、3號月台（最遠的島式月台）為往內子站方向，最外端另設有側線1條。此外，月台底部的基座亦有註明該月台屬哪一個方向。各月台的有效長度達5輛。
新線啟用後，首先3號月台被棄用，隨後整個島式月台亦棄用，並拆走所屬路軌。現時使用中的只有側式月台，為列車不可交換月台。列車停靠時，往松山方向為左側開門；往伊予大洲方向為右側開門。

### 月台配置
| 路線                    | 方向 | 目的地                       |
| ----------------------- | ---- | ---------------------------- |
| ■予讚線（愛之伊予灘線） | 上行 | 伊予市、松山方向             |
| ■予讚線（愛之伊予灘線） | 下行 | 伊予大洲、八幡濱、宇和島方向 |

## 歷史
- 1918年2月14日：隨愛媛鐵道長濱町站（即現時伊予長濱站）～大洲站（即現時伊予大洲站）開業而啟用。
- 1933年10月1日：愛媛鐵道國有化，改為國鐵屬下車站[5]。
- 1935年10月6日：全線開通，改為予讚本線下的車站，往內子的支線改稱內子線。
- 1986年3月3日：予讚線新線開通，特急列車改經內子線及新線前往松山方向，內子線普通列車亦由本站改為由伊予大洲站起訖。
- 1987年4月1日：日本國鐵分割民營化，車站的營運由JR四國繼承。

## 軼事
位於舊有側線月台的山邊築有一間細小的寵物屋，稱為，小屋內定時放有食物及清水，當地流傳的講法是：當五郎站仍是站員配置站時，曾有一對駐守車站的鐵路職員夫婦，為吸引附近的野生狸貓而在該處撘建，而在該處出現的狸貓，則暱稱為「『狸貓』站長」。後來小屋的事被傳開，並吸引一些遊人前來觀看，甚至亦曾有電視台前來拍攝。無人化及站舍拆卸後，改由地方居民自發打理。

## 相鄰車站
四國旅客鐵道
■予讚線（愛之伊予灘線）
春賀（S16）－五郎（S17）－（伊予若宮信號場）－伊予大洲（S18、U14）